# Editto Borbonico di Torre Annunziata

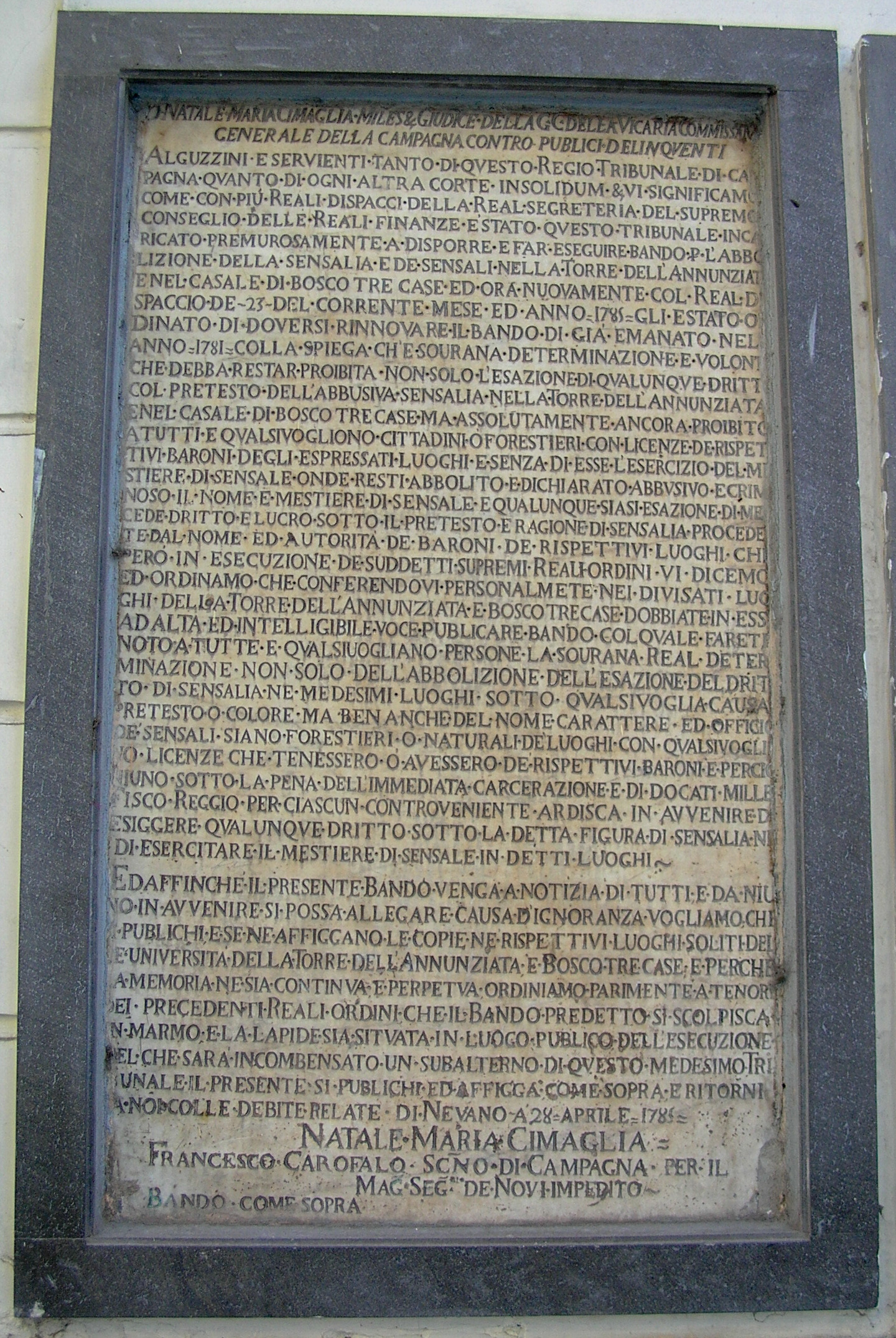
La lapide su cui fu inciso l'editto di Ferdinando IV, murata in corso Garibaldi a Torre Annunziata

L'Editto Borbonico di Torre Annunziata fu un editto emanato il 23 aprile 1785, dal Re di Napoli Ferdinando IV, che mirava ad eliminare l'attività abusiva della sensalia, molto fiorente e redditizia nella zona tra Torre dell'Annunziata ed il casale di Boscotrecase. Inciso su due lapidi di marmo, furono murate sull'odierno corso Garibaldi di Torre Annunziata, all'epoca via che segnava il confine tra i due citati comuni.

Redatto sotto la guida del giudice Natale Maria Cimaglia, l'editto non sortì gli effetti desiderati, nonostante la pena della carcerazione immediata e l'ammenda di 1000 ducati, cifra davvero notevole per l'epoca.

Fu quindi necessario emanare un secondo editto, che fu murato di fronte alla precedente via, sull'odierna Strada statale 18 Tirrena Inferiore e di cui oggi si sono perse le tracce, a causa dei diversi lavori subiti dall'edificio su cui era stata posta.

SICILIE E DI GERUSALEMME INFANTE DI SPAGNA DUCA

DI PARMA E PIACENZA E CASTRO E GRAN PRINCIPE

EREDITARIO DELLA TOSCANA

NATALE MARIA CIMAGLIA MILES GIUDICE DELLA G. G. DELLA VICARIA

E COMMISSARIO GENERALE DELLA CAMPAGNA CONTRO PUBLICI DELINQUENTI.

AL GUZZINI E SERVIENTI TANTO DI QUESTO REGIO TRIBUNALE DI CAMPAGNA

QUANTO DI OGNI ALTRA CORTE INSOLIDUM & C. VI SIGNIFICAMO

COME PIÙ REALI DISPACCI DELLA REAL SEGRETERIA DI SUPREMO

CONSEGLIO DELLE REALI FINANZE È STATO QUESTO TRIBUNALE INCARICATO

PREMUROSAMENTE DISPORRE E FAR ESEGUIRE BANDO L'ABBOLIZIONE DELLA

SANSALIA E DE SANSALI NELLA TORRE DELL'ANNUNZIATA E NEL CASALE DI

BOSCO TRECASE ED ORA NUOVAMENTE COL REAL DISPACCIO DE 23 DEL CORRENTE

MESE ANNO 1785 GLI È STATO ORDINATO DI DOVERSI RINNOVARE

IL BANDO DI GIÀ EMANATO NELL'ANNO 1781 COLLA SPIEGA CHE SOVRANA

DETERMINAZIONE E VOLONTÀ CHE DEBBA RESTAR PROIBITA NON SOLO L'ESAZIONE DI

QUALUNQUE DIRITTO COL PRETESTO DELL'ABBUSIVA SANSALIA NELLA TORRE DELL'

ANNUNZIATA E NEL CASALE DI BOSCO TRECASE MA ASSOLUTAMENTE

ANCORA PROIBITO A TUTTI E QUALSIVOGLIANO CITTADINI O FORESTIERI CON

LICENZE DE RISPETTIVI BARONI DEGLI ESPRESSATI LUOGHI E SENZA DI ESSI

L'ESERCIZIO DEL MESTIERE DI SANSALE ONDE RESTI ABBOLITO E DICHIARATO

ABBUSIVO E CRIMINOSO IL NOME E MESTIERE DI SANSALE E QUALUNQUE

SIASI ESAZIONE DI MERCEDE DRITTO E LUCRO SOTTO IL PRETESTO E

RAGIONE DI SANSALIA PER PROCEDENTE AL NOME ED AUTORITÀ DE BARONI DE

RISPETTIVI LUOGHI CHE PERÒ IN ESECUZIONE DE SUDDETTI SUPREMI REALI ORDINI

VIDICEMO E ORDINIAMO CHE CONFERENDOVI PERSONALMENTE NEI DIVISATI

LUOGHI DELLA TORRE DELL'ANNUNZIATA E BOSCO TRECASE DOBBIATE IN ESSI

AD ALTA ED INTELLEGIBILE VOCE PUBLICARE BANDO COL QUALE FARETE

NOTO TUTTE E QUALSIVOGLIANO PERSONE LA SOVRANA REAL

DETERMINAZIONE NON SOLO DELL'ABBOLIZIONE DELL'ESAZIONE DEL DRITTO

DI SANSALI SIANO FORESTIERI O NATURALI DE LUOGHI CON

QUALSIVOGLIANO LICENZE CHE TENESSERO O AVESSERO DE RISPETTIVI

BARONI E PERCIÒ NIUNO SOTTO LA PENA DELL'IMMADIATA CARCERAZIONE

E DI DOCATI MILLE FISCO REGIO PER CIASCUN CONTROVENIENTE ALDISCA

IN AVVENIRE DI ESIGGERE QUALUNQUE DRITTO SOTTO LA DETTA FIGURA

DI SANSALIA NE DI ESERCITARE IL MESTIERE DI SANSALE IN DETTI LUOGHI

ED AFFINCHE IL PRESENTE BANDO VENGA A NOTIZIA DI TUTTI E DI

NIUNO IN AVVENIRE SI POSSA ALLEGARE CAUSA D'IGNORANZA VOGLIAMO

CHE SI PUBLICHI E SE NE AFFIGGANO LE COPIE NE RISPETTIVI LUOGHI

SOLITI DELLE UNIVERSITÀ DELLA TORRE DELL'ANNUNZIATA E BOSCO

TRECASE E PERCHE LA MEMORIA NE SIA CONTINUA E PERPETUA ORDINIAMO

PARIMENTE A TENORE DEI PRECEDENTI REALI ORDINI CHE IL

BANDO PREDETTO SI SCOLPISCA IN MARMO E LA LAPIDE SIA SITUATA

IN LUOGO PUBLICO DELL'ESECUZIONE DEL CHE SARÀ INCOMBENZATO

UN SUBALTERNO DI QUESTO MEDESIMO TRIBUNALE IL PRESENTE

SI PUBLICHI ED AFFIGGA COME SOPRA E INTORNI A NOI COLLE

DEBITE RELATE DI NEVANO A 23 APRILE 1785

NATALE MARIA CIMAGLIA

FRANCESCO GAROFALO SEÑO DI CAMPAGNA

PER IL MAGGIOR SEGRETARIO DE NOVI, IMPEDITO

BANDO COME SOPRA»
TANTO DI QUESTO REGIO TRIBUNALE SOLIDUM SAPRETE COME: ESSENDO

PERVENUTA NOTIZIA DI TORRE ANNUNZIATA E NEL CASALE DI BOSCOTRECASE

VI SIA NUOVAMENTE SENSALIA O SIA MEZZANIA GIÀ PROIBITA ESPRESAMENTE

CON ATTO EMANATO DA QUESTO TRIBUNALE IN SEGUITO DI REGALE CONSIGLIO

DELLE REALI FINANZE PER CUI LA POPOLAZIONE MALVAGITA DI TALI ASSERTI

SENSALI O SIANO MEZZANI LA MAESTÀ SANTO ANNO 1800

SPEDITO PER LO ORGANO DELLA REGALE SE COMANDATO DI DARE

SULL'ASSERTO TUTTE QUELLE DISPOSIZIONI DI QUALUNQUE ABUSO E

CONTRAVVENZIONE COLLA INFORMAZIONE DI PERSONE CON ESSERVI VENUTO

ANCO ALLA CARCERAZIONE AVRANNO SPEDITO IL PRESENTE BANDO SOPRA

ENUNZIATO A CITRA PRAEVIDICIUM DELLE PENE NELLE QUALI CTIAMO E

COMMETTIAMO COME DOBBIATE NEGLI AVVISATI LUOGHI DI BOSCOTRECASE

AD ALTA ED INTELLEGIBILE VOCE MORE PRECONIS BANDO DEL QUALE IN

ESECUZIONE DEI PRECITATI REGALI, ORDINA ASSOLUTAMENTE INTERDETTA

L'ESAZIONE DEGLI ABUSI QUALUNQUE SENZA PRETESTO O COLORE IN QUESTA

SUDDETTA TORRE COME ALTRESÌ CERTA VIETATO E PROIBITA A TUTTI E

QUALSIASI BARONI I RISPETTIVI MINATE NELL'ALTRO SUDDETTO BANDO

EMANATO IN APRILE DI DOCATI MILLE PER CIASCUNO CONTRAVENIENTE FISSO

TUTTI IN AVVENIRE QUANTO DI SOPRA STÀ PRESCRITTO ALLA OSSERVANZA E

DA NESSUNO POSSA ALLEGARSI CAUSA DI IGNORANZA AFFIGGA COME SOPRA E

RITORNI A NOI ALL'ATTO DELLE DEBITE RELATE.

MICHELE DE CURTIS

BANDO COME SOPRA.»